# Regionalwahl in den Abruzzen 2005
Die Regionalwahl in den Abruzzen 2005 fand am 3. und 4. April statt; der Regionalrat und der Präsident der Region wurden gleichzeitig gewählt.

## Wahlergebnis
| Kandidaten                                               | Kandidaten                 | Stimmen | %    | Listen                  | Stimmen | %    | Mandate |
| -------------------------------------------------------- | -------------------------- | ------- | ---- | ----------------------- | ------- | ---- | ------- |
|                                                          | Ottaviano Del Turcogewählt | 446.407 | 58,2 | Democratici di Sinistra | 136.430 | 18,6 | 6       |
| Democrazia è Libertà – La Margherita                     | Ottaviano Del Turcogewählt | 446.407 | 58,2 | 122.764                 | 16,7    | 6    |         |
| Socialisti Democratici Italiani                          | Ottaviano Del Turcogewählt | 446.407 | 58,2 | 38.221                  | 5,2     | 2    |         |
| Partito della Rifondazione Comunista                     | Ottaviano Del Turcogewählt | 446.407 | 58,2 | 36.008                  | 4,9     | 1    |         |
| Popolari UDEUR                                           | Ottaviano Del Turcogewählt | 446.407 | 58,2 | 34.735                  | 4,7     | 1    |         |
| Partito dei Comunisti Italiani                           | Ottaviano Del Turcogewählt | 446.407 | 58,2 | 21.641                  | 2,9     | 1    |         |
| Italia dei Valori                                        | Ottaviano Del Turcogewählt | 446.407 | 58,2 | 17.982                  | 2,5     | 1    |         |
| Federazione dei Verdi                                    | Ottaviano Del Turcogewählt | 446.407 | 58,2 | 14.728                  | 2,0     | 1    |         |
| Partito Socialista Democratico Italiano                  | Ottaviano Del Turcogewählt | 446.407 | 58,2 | 2.346                   | 0,3     | –    |         |
| Mandate der Listengruppe                                 | Ottaviano Del Turcogewählt | 446.407 | 58,2 | –                       | –       | 8    |         |
| ↳ Gesamt                                                 | Ottaviano Del Turcogewählt | 446.407 | 58,2 | 424.855                 | 57,9    | 27   |         |
|                                                          | Giovanni Pace              | 311.547 | 40,6 | Forza Italia            | 117.287 | 16,0 | 5       |
| Alleanza Nazionale                                       | Giovanni Pace              | 311.547 | 40,6 | 82.068                  | 11,2    | 3    |         |
| Unione dei Democratici Cristiani e di Centro             | Giovanni Pace              | 311.547 | 40,6 | 61.761                  | 8,4     | 3    |         |
| Democrazia Cristiana                                     | Giovanni Pace              | 311.547 | 40,6 | 20.462                  | 2,8     | 1    |         |
| Moderati e Riformisti per l'Abruzzo                      | Giovanni Pace              | 311.547 | 40,6 | 8.509                   | 1,2     | –    |         |
| Repubblicani Socialisti Liberali (PRI – Nuovo PSI – PLI) | Giovanni Pace              | 311.547 | 40,6 | 7.035                   | 1,0     | –    |         |
| Movimento Idea Sociale                                   | Giovanni Pace              | 311.547 | 40,6 | 5.213                   | 0,7     | –    |         |
| Nicht gewählte Direktkandidat                            | Giovanni Pace              | 311.547 | 40,6 | –                       | –       | 1    |         |
| ↳ Gesamt                                                 | Giovanni Pace              | 311.547 | 40,6 | 302.335                 | 41,2    | 13   |         |
|                                                          | Fabrizio Bosio             | 8.517   | 1,1  | Alternativa Sociale     | 6.468   | 0,9  | –       |
| Gesamt                                                   | Gesamt                     | 766.471 | 100  |                         | 733.658 | 100  | 40      |